# Zdeňka Vávrová
| Odkryte planetoidy: 115 | Odkryte planetoidy: 115 |
| ----------------------- | ----------------------- |
| (2315) Czechoslovakia   | 19 lutego 1980          |
| (2321) Lužnice          | 19 lutego 1980          |
| (2365) Interkosmos      | 30 grudnia 1980         |
| (2390) Nežárka          | 14 sierpnia 1980        |
| (2442) Corbett          | 3 października 1980     |
| (2474) Ruby             | 14 sierpnia 1979        |
| (2522) Triglav          | 6 sierpnia 1980         |
| (2523) Ryba             | 6 sierpnia 1980         |
| (2524) Budovicium       | 28 sierpnia 1981        |
| (2544) Gubarev          | 6 sierpnia 1980         |
| (2568) Maksutov         | 13 kwietnia 1980        |
| (2581) Radegast         | 11 listopada 1980       |
| (2599) Veselí           | 29 września 1980        |
| (2620) Santana          | 3 października 1980     |
| (2647) Sova             | 29 września 1980        |
| (2661) Bydžovský        | 23 marca 1982           |
| (2706) Borovský         | 11 listopada 1980       |
| (2766) Leeuwenhoek      | 23 marca 1982           |
| (2781) Kleczek          | 19 sierpnia 1982        |
| (2821) Slávka           | 24 września 1978        |
| (3022) Dobermann        | 16 września 1980        |
| (3069) Heyrovský        | 16 października 1982    |
| (3096) Bezruč           | 28 sierpnia 1981        |
| (3149) Okudzhava        | 22 września 1981        |
| (3479) Malaparte        | 3 października 1980     |
| (3515) Jindra           | 16 października 1982    |
| (3592) Nedbal           | 15 lutego 1980          |
| (3628) Božněmcová       | 25 listopada 1979       |
| (3732) Vávra            | 27 września 1984        |
| (3735) Třeboň           | 4 grudnia 1983          |
| (3879) Machar           | 16 sierpnia 1983        |
| (3978) Klepešta         | 7 listopada 1983        |
| (4114) Jasnorzewska     | 19 sierpnia 1982        |
| (4124) Herriot          | 29 września 1986        |
| (4142) Dersu-Uzala      | 28 maja 1981            |
| (4170) Semmelweis       | 6 sierpnia 1980         |
| (4250) Perun            | 20 października 1984    |
| (4317) Garibaldi        | 19 lutego 1980          |
| (4318) Baťa             | 21 lutego 1980          |
| (4781) Sládkovič        | 3 października 1980     |
| (4921) Volonté          | 29 września 1980        |
| (4927) O’Connell        | 21 października 1982    |
| (5031) Švejcar          | 16 marca 1990           |
| (5203) Pavarotti        | 27 września 1984        |
| (5228) Máca             | 3 listopada 1986        |
| (5275) Zdislava         | 28 października 1986    |
| (5327) Gertwilkens      | 5 marca 1989            |
| (5364) 1980 RC1         | 2 września 1980         |
| (5423) Horahǒrejš       | 16 lutego 1983          |
| (5514) Karelraška       | 29 stycznia 1989        |
| (5548) Thosharriot      | 3 października 1980     |
| (5574) Seagrave         | 20 marca 1984           |
| (5844) 1986 UQ          | 28 października 1986    |
| (5860) Deankoontz       | 28 sierpnia 1981        |
| (5893) Coltrane         | 15 marca 1982           |
| (5895) Žbirka           | 16 października 1982    |
| (5901) 1986 WB1         | 25 listopada 1986       |
| (6059) Diefenbach       | 11 października 1979    |
| (6067) 1990 QR11        | 28 sierpnia 1990        |
| (6077) Messner          | 3 października 1980     |
| (6086) Vrchlický        | 15 listopada 1987       |
| (6126) Hubelmatt        | 5 marca 1989            |
| (6176) Horrigan         | 16 stycznia 1985        |
| (6230) Fram             | 27 września 1984        |
| (6234) Sheilawolfman    | 30 września 1986        |
| (6248) 1991 BM2         | 17 stycznia 1991        |
| (6263) Druckmüller      | 6 sierpnia 1980         |
| (6264) 1980 SQ          | 29 września 1980        |
| (6301) Bohumilruprecht  | 29 stycznia 1989        |
| (6369) 1983 UC          | 16 października 1983    |
| (6476) 1987 VT          | 15 listopada 1987       |
| (6507) 1982 QD          | 18 sierpnia 1982        |
| (6539) Nohavica         | 19 sierpnia 1982        |
| (6544) Stevendick       | 29 września 1986        |
| (6593) 1986 UV          | 28 października 1986    |
| (6624) 1980 SG          | 16 września 1980        |
| (6627) 1981 FT          | 27 marca 1981           |
| (6692) Antonínholý      | 18 kwietnia 1985        |
| (6697) Celentano        | 24 kwietnia 1987        |
| (6700) Kubišová         | 12 stycznia 1988        |
| (6779) Perrine          | 20 lutego 1990          |
| (6822) Horálek          | 28 października 1986    |
| (7076) 1980 UC          | 30 października 1980    |
| (7175) Janegoodall      | 11 października 1988    |
| (7221) Sallaba          | 22 września 1981        |
| (7272) Darbydyar        | 21 lutego 1980          |
| (7325) 1981 QA1         | 28 sierpnia 1981        |
| (7374) 1980 DL          | 19 lutego 1980          |
| (7375) 1980 PZ          | 14 sierpnia 1980        |
| (7384) 1981 TJ          | 6 października 1981     |
| (7395) 1985 RP1         | 10 września 1985        |
| (7984) Marius           | 29 września 1980        |
| (8259) 1983 UG          | 16 października 1983    |
| (8617) Fellous          | 6 sierpnia 1980         |
| (9160) 1986 UH3         | 28 października 1986    |
| (9166) 1987 SC6         | 21 września 1987        |
| (9290) 1981 TT          | 6 października 1981     |
| (9296) 1983 RB2         | 5 września 1983         |
| (9835) 1984 UD          | 17 października 1984    |
| (9841) Mašek            | 18 października 1988    |
| (10040) Ghillar         | 24 sierpnia 1984        |
| (11475) Velinský        | 11 listopada 1982       |
| (11822) 1981 TK         | 6 października 1981     |
| (13483) 1980 SF         | 16 września 1980        |
| (14356) 1987 SF6        | 21 września 1987        |
| (15226) 1986 UP         | 28 października 1986    |
| (16400) 1984 SS1        | 27 września 1984        |
| (16412) 1986 WZ         | 25 listopada 1986       |
| (18303) 1980 PU         | 6 sierpnia 1980         |
| (18345) 1989 UP4        | 22 października 1989    |
| (19133) 1988 PC2        | 7 sierpnia 1988         |
| (22261) 1980 AB         | 13 stycznia 1980        |
| (32777) 1987 QF1        | 21 sierpnia 1987        |
| (43762) 1986 WC1        | 25 listopada 1986       |
| (55736) 1987 QC1        | 21 sierpnia 1987        |
| (58109) 1980 PQ         | 6 sierpnia 1980         |

Zdeňka Vávrová (ur. 1945) – czeska astronom. Przez 20 lat (1975–1995) pracowała w Obserwatorium Kleť.
W latach 1978–1991 odkryła 115 planetoid. Jako pierwsza zaobserwowała kometę okresową 134P/Kowal-Vávrová. Nie dostrzegła jej komy i opisała jako planetoidę. Kometę rozpoznał Charles Kowal na później wykonanych zdjęciach.
Planetoida (3364) Zdenka została nazwana jej imieniem, (3732) Vávra nazwiskiem ojca.